# Мокре Ласце
Мокре Ласце (чеш. Mokré Lazce) је насељено мјесто са административним статусом сеоске општине (чеш. obec) у округу Опава, у Моравско-Шлеском крају, Чешка Република.

## Становништво
Према подацима о броју становника из 2014. године насеље је имало 1.157 становника.